# Poruba (Orlová)
Poruba (německy Poremba, polsky Poręba, místně označována jako Orlová 3) je místní část slezského města Orlová. Bývalá obec Poruba u Orlové byla po druhé světové válce připojena k městu Orlová, tvoří tak její třetí městskou část. V Porubě žije přibližně 5 300 obyvatel, kteří bydlí převážně v rodinných domech rozvolněné zástavby, v bývalých dělnických koloniích či na bývalém hornickém sídlišti.

## Historie
Stejně jako mnoho slezských obcí byla Poruba centrem zemědělství a plátenictví a až do průmyslové revoluce v ničem jiném nevynikala. Zástavba Poruby byla velmi rozptýlená tak, jak je v Těšínském Slezsku zvykem. Obec se nikdy nesoustřeďovala do centra, na Těšínsku nenajdeme model výstavby podobný Moravě či Čechám – tedy obec soustředěnou kolem hlavní osy návsi. Rozptýlená zástavba v podobě selských usedlostí a domků vzdálených od sebe stovky metrů ve volné krajině.
Změnu v zástavbě Poruby přinesl až mohutný vzestup průmyslu, který je na Orlovsku spojen především s objevem ložisek černého uhlí (1763) a jeho následnou těžbou (1785). Díky tomu se vybudovala a zprovoznila Košicko-bohumínská dráha (1867), kde na hranici Orlové a Poruby také ležela stanice Orlau (Orlová). Na území Poruby vznikalo několik kutacích jam, které postupně přešly v založení několika černouhelných dolů (Alpinenschacht – Důl Václav – Pionýr, Důl Žofie – Fučík 5 a dalších, méně významných).
Kolem nově zřízených dolů byly zprvu budovány dělnické kolonie (Halfarova, Václavka…) později i občanská vybavenost (Horní škola, Dolní škola). Centrum Poruby se rozkládalo u křižovatky silnic k Orlové a Horní Lutyni (dnes ulice Slezská a Nádražní).
Během celé historie obce Poruba v ní nikdy nebyl vybudován kostel, prameny se pouze zmiňují o kapli. Důvodem je bezprostřední blízkost města Orlová, které bylo vždy pro Porubu přirozeným centrem s veškerým zázemím. K Porubě náležely domkářské osady Zátiší, Hranice, Kozí Hůrka. Už v první polovině 19. století byla zástavba Poruby plynule propojena s Orlovou. Obec tak přímo na město navazovala.
Po druhé světové válce se dosud nezastavěná část Poruby (sousedící s orlovskými Obroky a Horní Lutyní) stala místem rozsáhlé výstavby. V letech 1945–1960 vyrostlo v Porubě hornické sídliště. Poprvé se uplatňují v architektuře patrové tzv. finské domky (dodnes dochovány 4), později přicházejí na řadu tzv. dvouletky až po obytné domy ve stylu právě rodící se Sorely. Jednoduchý urbanistický koncept opírající klasický roštový systém ulic o hlavní tepnu, tedy silnici do Horní Lutyně (dnes ul. Slezská). K novému sídlišti přináleželo obchodní centrum s restaurací a obchody, později škola základní a umělecká. V Porubě nikdy nebylo zřízeno náměstí, dodnes tak chybí jakýsi centrální prostor této městské části. Naopak absence náměstí dala vzniknout dvěma středobodům Poruby na dvou protilehlých kopcích (Orlice a Horník).
Vývoj počtu obyvatel v letech 1869–2011:

## Školy
V Porubě se nachází tři základní školy (Jarní a dvě Slezské), soukromá mateřská škola Orlík, sídlo jazykové školy Linguistic s výukou v Orlové-Lutyni a ZUŠ J. R. Míši. Soukromé odborné učiliště Baron Scholl, které se zde nacházelo jako havířovská pobočka, bylo v roce 2015 uzavřeno kvůli insolvenci.

## Průmysl a občanská vybavenost
Mezi významné firmy v Porubě patří strojírny Karimpex – kovovýroba, Pila, Jaroš - výrobce oken, MD Trade – zateplovací systémy a Diamo.
Základní občanskou vybavenost tvoří Sbor dobrovolných hasičů Orlová-Poruba, který v roce 2017 oslavil své 110. narozeniny, dále čistírna odpadních vod v ulici Zátiší, pošta, Penny Market, čerpací stanice, několik restaurací a ubytovna.
V této části Orlové je řada rybníků náležející ke Slezské rybniční soustavě (ta byla budována od 17. století). Kališok I. a Kališok II., přímo vedle Kališoku se nachází Prostřední rybník, Nový rybník, Dub, Špice a za železniční tratí se nalézá Kout. Jižně za soustavou rybníků protéká potok Rychvaldská stružka.
Porubou vede mezinárodní cyklotrasa č. 56 a řada regionálních cyklotras spojující Orlovou s Ostravou a Bohumínem.
Sportovní zázemí obstarává fotbalový stadion TJ Fučík Poruba.

## Místní části
- Březinka
- Fojtství
- Halfarova kolonie
- Hornické sídliště
- Kozí Hůrka
- Rajčula
- Zátiší

## Památky
Významnou památkou na území Poruby je areál Alpínské důlní společnosti (Alpinenschacht – Důl Václav), který je však ve velmi žalostném stavu a za nezájmu zdejších obyvatel i nadále chátrá. Dalšími architektonickými skvosty jsou dochované dělnické domky zdejších kolonií a několik secesních a funkcionalistických vil.
Poruba však částečně doplácí na svou pozici „menšího ve městě“ což se odráží i na životě zdejších obyvatel. Kulturní dům byl přeměněn na sklady, známá výletní restaurace Valaška skončila v plamenech, z ředitelství potravin Pramen v místní části Fojtství se stala reklamní agentura.

## Galerie

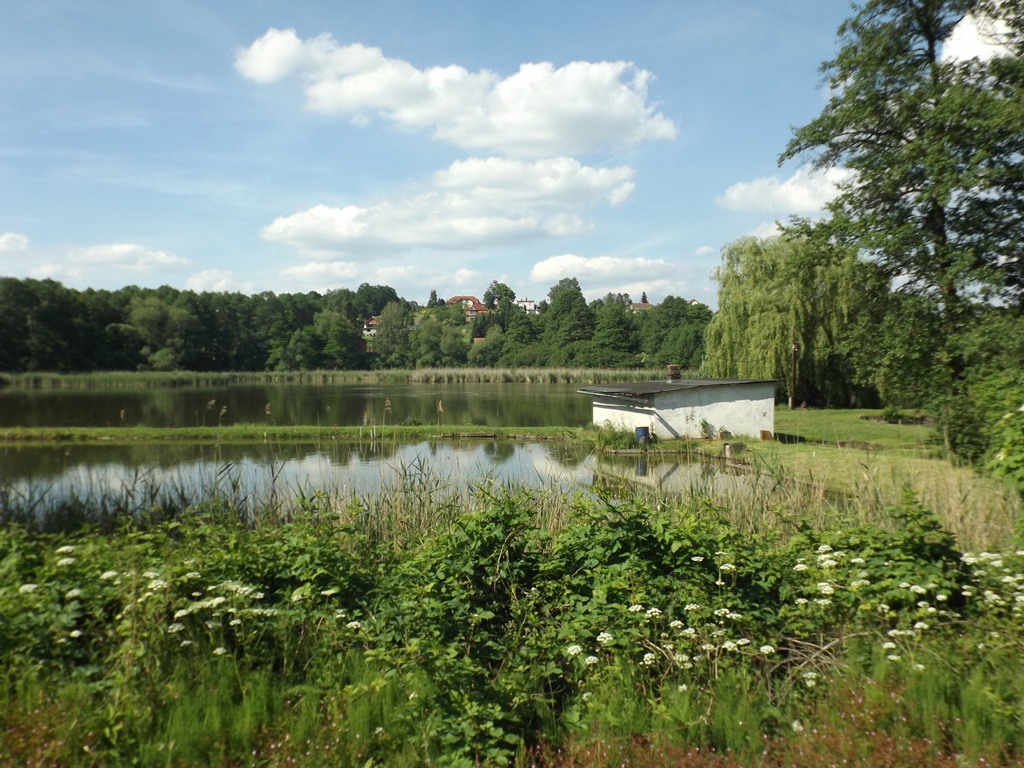
Rybníky v Porubě
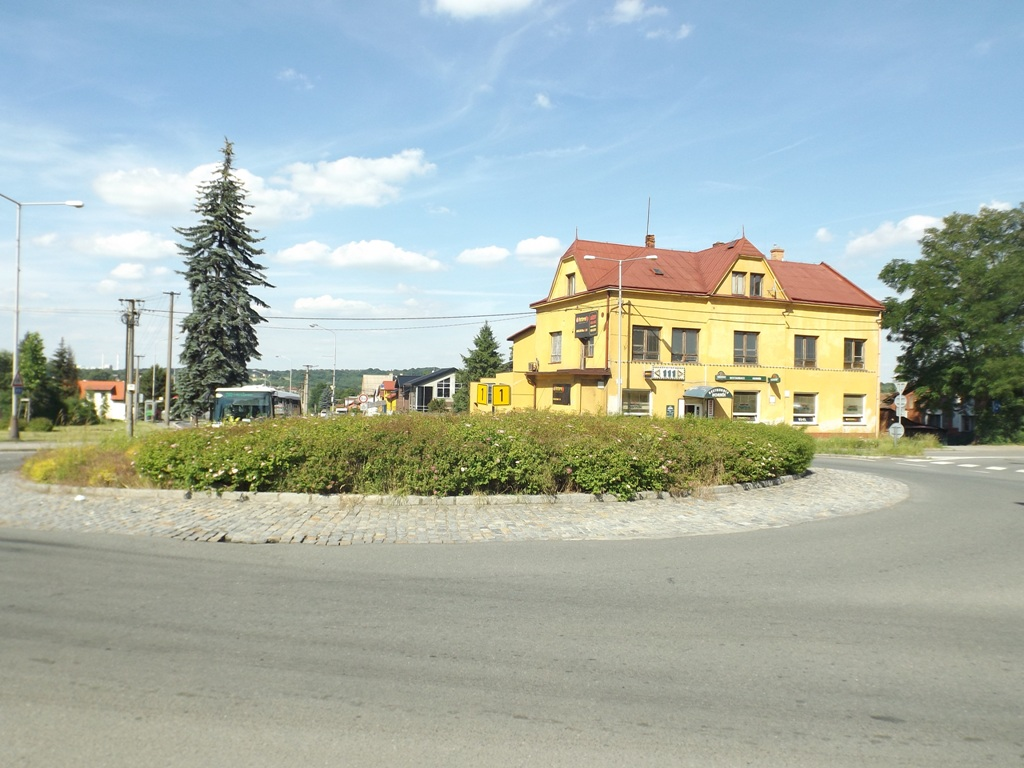
Restaurace Horník při prvním orlovském kruhovém objezdu
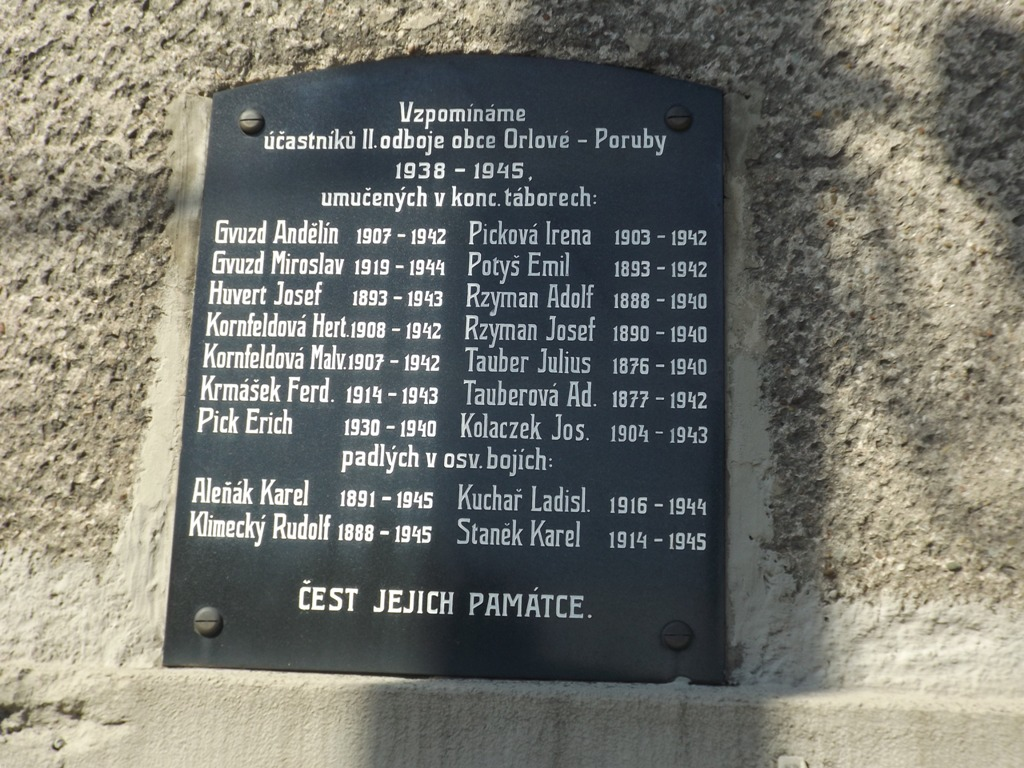
Pamětní deska odbojářům umístěná na zdi kulturního domu
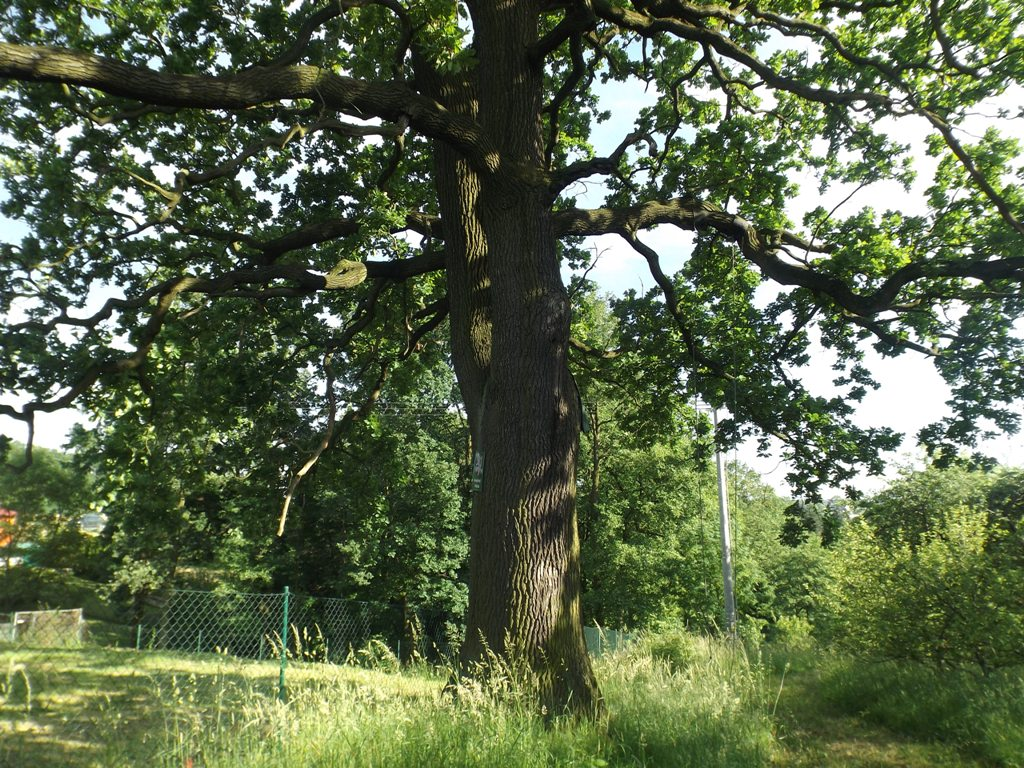
Památný strom Porubský dub
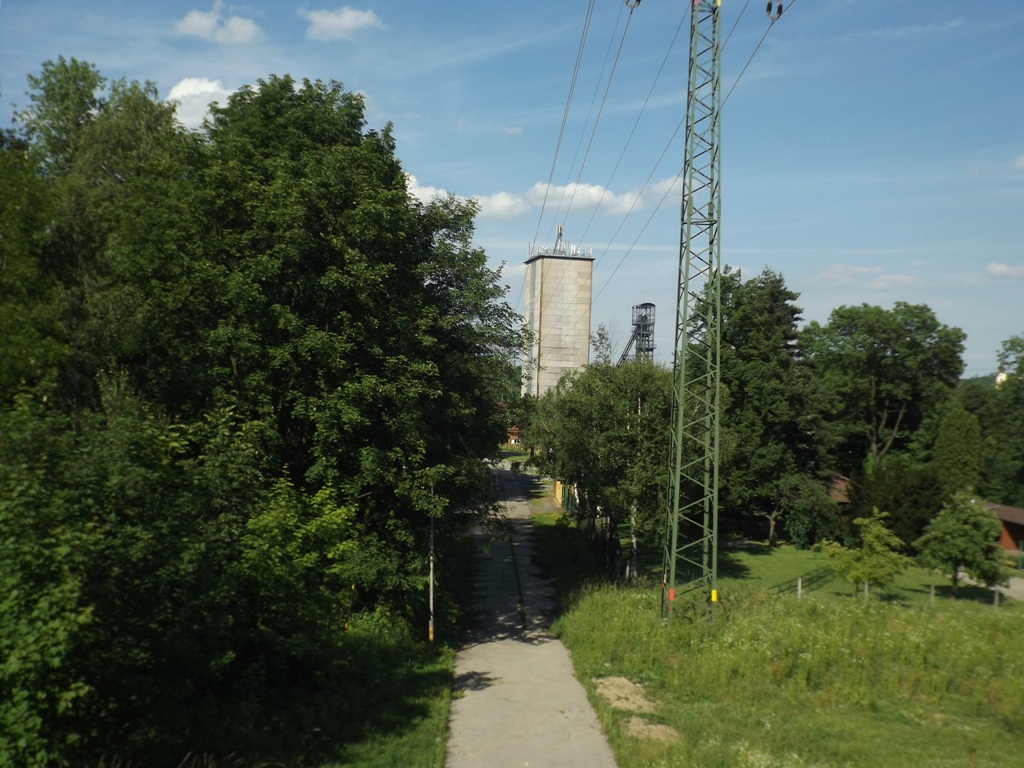
Důl Fučík 5
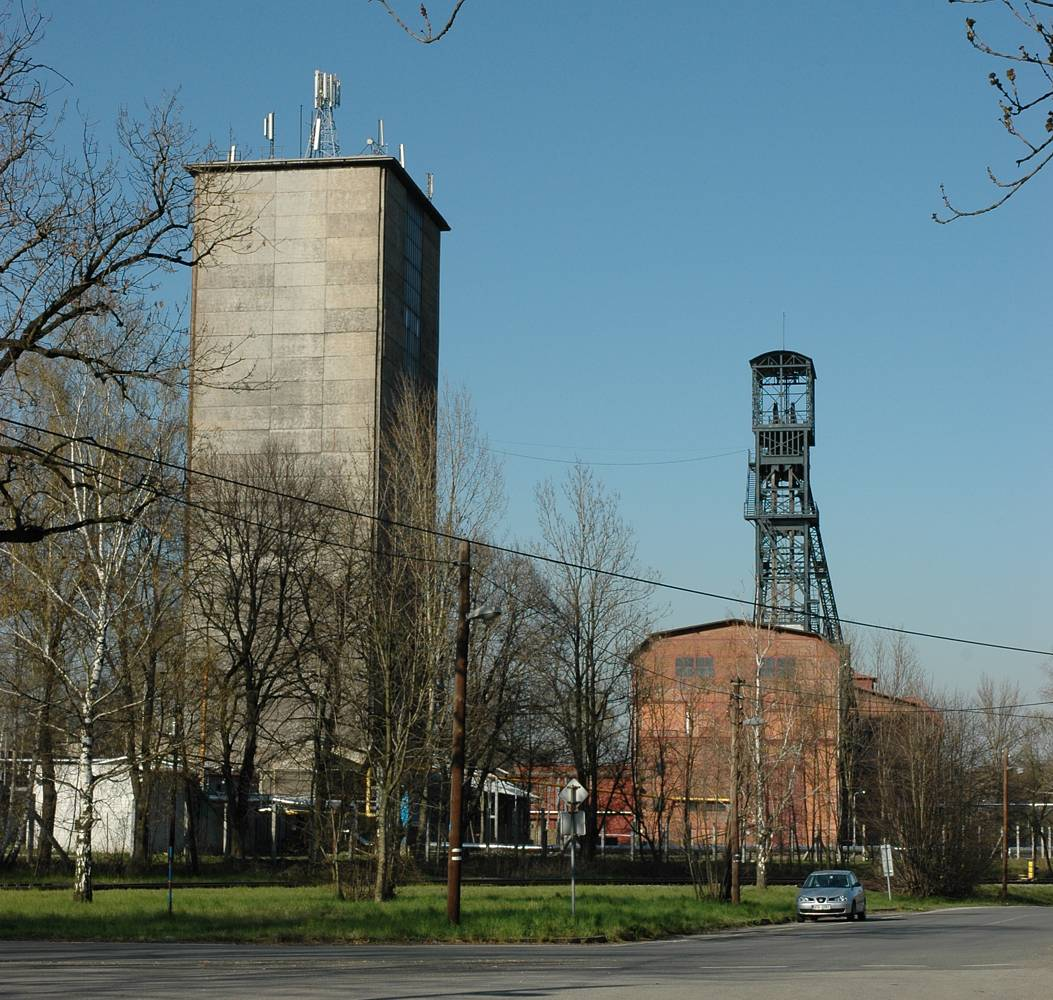
Důl Žofie